# Adeline Records
Adeline Records foi uma gravadora americana fundada em Oakland, Califórnia, no final de 1997, e fechada em agosto de 2017.

## História
Em 1997, a Adeline Records foi fundada pelo vocalista do Green Day Billie Joe Armstrong, integrante da Screw 32's Doug Sangalang, guitarrista do Green Day Jason White e do skatista profissional Jim Thiebaud.  O nome da gravadora é uma homenagem a uma rua (Adeline Street) que vai do porto de Oakland até West Oakland e Emeryville, terminando na Ward St e Shattuck Ave em Berkeley. 
O empresário que gerenciava o Green Day, Pat Magnarella, assumiu a propriedade da marca e a administrou no escritório da empresa em San Diego por muito tempo.
A gravadora encerrou suas atividades em 2017.  Em julho de 2017, Green Day se separou do empresário Pat Magnarella, após mais de 20 anos de gerenciamento. Pouco tempo depois disso, a Adeline Records fechou abruptamente. 

### Linha de Roupas
A Adeline Records também vendeu roupas para homens e mulheres, bem como outras roupas, fornecendo publicidade para a marca. A linha se chamava Adeline Street e incluía roupas (saias, tops, roupas íntimas, vestidos, chapéus, moletons, jaquetas), acessórios e joias para homens, mulheres e crianças. O logotipo da Adeline Street era composta por uma caveira e ossos cruzados com um coração no centro dos ossos cruzados em rosa para mulheres e caqui para homens. A linha de roupas deixou de ser comercializada em 2008.  A empresa postou a seguinte declaração na época "Adeline Street decidiu não avançar com designs futuros enquanto Billie Joe e os caras estão trabalhando duro em seu sucessor de "American Idiot". 

## Bandas
- The Frustrators
- Green Day (Apenas lançamentos em LP)
- Stickup Kid
- Jesse Malin
- Living with Lions
- Look Mexico
- One Man Army
- Pinhead Gunpowder
- Timmy Curran
- White Wives
- AFI
- Agent 51
- Broadway Calls
- Fetish
- Fleshies
- The Frisk
- The Hours
- The Influents
- The Living End
- The Network
- The Soviettes
- The Thumbs
- Emily's Army